# 綦毋怀文
綦毋怀文（？—？），襄国沙河（今河北省邢台市沙河）人，中国南北朝時代的刀匠、冶金家、東魏至北齊的技術官僚。他是刀劍鍛造的灌鋼法之發明者。
他用熔态的生铁灌注到没有锻打的熟铁之中，使铁渗碳成钢。后人称之为灌钢法。他以熟铁为刀背，牲畜的尿和脂肪来浴淬，使刀锋利且有弹性、韧性，号称宿铁刀。

## 經歷與逸話
出身不明。善於道術而仕於高歡。543年（武定元年），在邙山之戰崛起。當時東魏軍的旗幟全部是紅色，而西魏軍則是全部是黑色。綦毋懷文根據五行相剋之說的基礎：「赤是火的顏色、黑色是水的顏色。由於水能滅火，紅色跟黑色相比是不利的。因為土能戰勝水，向高歡勸說將旗幟改為黄色」。所以，高歡把旗幟改稱為「河陽幡」並把旗幟的顏色改為赭黄色。
還有，懷文能打造宿鐵刀。他用熔态的生铁灌注到没有锻打的熟铁之中，使铁渗碳成钢。后人称之为灌钢法。他以熟铁为刀背，牲畜的尿和脂肪来浴淬，使刀锋利且有弹性、韧性，号称宿铁刀。
另外，懷文也擅長於算術，能夠大致算出晉陽的館中的棗樹果實的數量。

懷文官至西河郡太守、信州刺史。曾編纂『魏書』十志。

## 延伸阅读
[在维基数据编辑]
 《北齊書·卷49》，出自李百药《北齊書》
 《北史·卷089》，出自李延壽《北史》